# Mirollia rufonotata
Mirollia rufonotata är en insektsart som beskrevs av Mu, T. He och Yuwen Wang 1998. Mirollia rufonotata ingår i släktet Mirollia och familjen vårtbitare. Inga underarter finns listade i Catalogue of Life.